# Barbosella gardneri
Barbosella gardneri là một loài lan đặc trưng của chi Barbosella.

## Hình ảnh

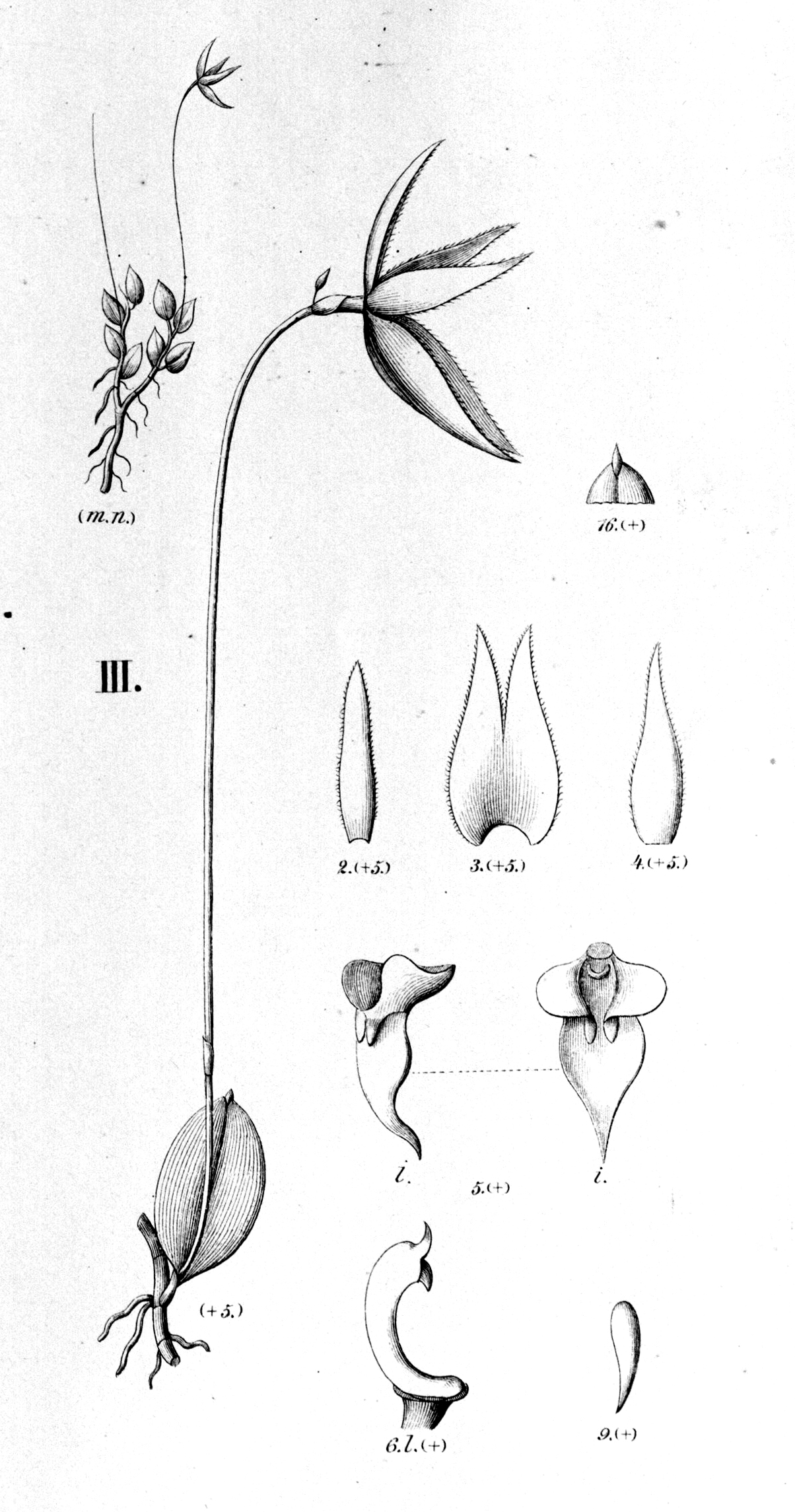